# J.League Cup 1997
Der J.League Cup 1997, offiziell aufgrund eines Sponsorenvertrages mit dem Gebäckhersteller Yamazaki Nabisco nach einer Marke desselben 1997 J.League Yamazaki Nabisco Cup genannt, war die fünfte Ausgabe des J.League Cup, des höchsten Fußball-Ligapokal-Wettbewerbs in Japan.

## Spieler
| Verein               | Spieler |
| -------------------- | --- |
| Consadole Sapporo    | Dido (8/0), Ryūji Tabuchi (6/0), Pereira (5/0), Tsuyoshi Furukawa (2/0), Noriaki Asakura (2/0), Takamitsu Ōta (6/0), Yoshikazu Gotō (8/2), Tatsuya Asanuma (6/0), Valdes (8/8), Maradona (8/0), Yasuhiko Niimura (6/2), Kōichi Togashi (8/0), Yūji Nakayoshi (2/0), Taku Watanabe (7/0), Tatsuya Murata (7/0), Nobuhito Toriizuka (6/1), Kenji Kikawada (3/0), Kōta Yoshihara (2/0), Tetsuya Tsuchida (2/0), Hiromasa Tokioka (1/0), Naohiko Okada (2/0), Keiji Ishizuka (2/0)                                                                  |
| Brummel Sendai       | Tōru Yoshida (6/0), Toshiyuki Kosugi (6/0), Yūji Sakakura (5/0), Mikio Manaka (3/0), Bink (5/0), Ante (5/0), Kazuo Echigo (3/1), Takeshi Mizuuchi (3/0), Littbarski (5/0), Satoshi Ōkura (3/0), Satoshi Koga (2/0), Nobutaka Tanaka (5/0), Toshiki Hommyō (6/1), Shūji Kusano (5/3), Kei Taniguchi (1/0), Yoshihito Yamaji (2/0), Yasunobu Chiba (6/0), Naoki Chiba (1/0), Ken Ishikawa (2/0), Schmidt (2/0), Shigetatsu Matsunaga (6/0) |
| Kashima Antlers      | Masaaki Furukawa (6/0), Jorginho (12/7), Yutaka Akita (2/2), Ryōsuke Okuno (12/0), Naruyuki Naitō (11/0), Yasuto Honda (2/0), Naoki Sōma (2/1), Mazinho (12/6), Hisashi Kurosaki (5/3), Bismarck (11/3), Yoshiyuki Hasegawa (11/4), Atsushi Yanagisawa (9/2), Tadatoshi Masuda (10/3), Ichiei Muroi (9/0), Taijirō Kurita (6/0), Tōru Oniki (3/0), Kōji Kumagai (5/0), Yasuo Manaka (4/0), Masatada Ishii (5/0), Yōhei Satō (6/0), Masaki Ogawa (1/0), Toshiyuki Abe (1/0), Kensaku Ōmori (2/0), Akira Narahashi (7/1)                          |
| Urawa Reds           | Hisashi Tsuchida (2/0), Masaki Tsuchihashi (8/3), Boli (3/0), Takafumi Hori (8/2), Buchwald (6/0), Osamu Hirose (4/0), Masahiro Fukuda (8/4), Baur (5/1), Beguiristain (2/0), Yasushi Fukunaga (5/0), Tsutomu Nishino (5/0), Nobuhisa Yamada (6/0), Kōichi Sugiyama (3/0), Yūki Takita (6/0), Nijhuis (2/0), Shinji Jōjō (6/0), Hideki Uchidate (2/0), Kenji Ōshiba (8/0), Naoto Sakurai (2/0), Akihiro Tabata (6/1), Yūichirō Nagai (6/0) |
| JEF United Ichihara  | Ken’ichi Shimokawa (7/0), Eisuke Nakanishi (6/1), Shin’ichi Mutō (8/0), Kazuhiro Suzuki (8/0), Satoshi Yamaguchi (8/0), Bosz (8/0), Nozomi Hiroyama (6/1), Rade (6/8), Yoshika Matsubara (7/3), Maslovar (4/3), Atsuhiko Ejiri (7/0), Tetsurō Uki (2/0), Yoshikazu Nonomura (8/0), Takayuki Chano (4/0), Takayoshi Shikida (4/0), Katsushi Kurihara (1/0), Naoki Matsushita (6/0), Atsushi Shirai (1/0), Kōhei Inoue (1/0), Tomoyuki Sakai (1/0), Scholten (2/0), Ryōhei Nishiwaki (1/0)                                                        |
| Kashiwa Reysol       | Yōichi Doi (8/0), Kentarō Sawada (8/0), Antonio (6/0), Takeshi Watanabe (8/1), Takahiro Shimotaira (6/0), Valdir (2/0), Naoki Sakai (6/0), Yūji Yokoyama (1/0), Jamelli (7/1), Edilson (6/8), Nozomu Katō (8/1), Shin Tanada (5/1), Kentarō Ishikawa (5/0), Tomokazu Myōjin (6/0), Tomohiro Katanosaka (8/1), Kenji Arima (5/1), Takashi Kojima (1/0), Shigenori Hagimura (3/0), Silva (2/0) |
| Verdy Kawasaki       | Shinkichi Kikuchi (6/0), Kō Ishikawa (6/0), Argel (5/0), Kentarō Hayashi (5/1), Tetsuji Hashiratani (3/0), Keisuke Kurihara (6/1), Keiji Ishizuka (5/1), Hideki Nagai (5/2), Yūji Hironaga (5/0), Yasutoshi Miura (5/0), Toshimi Kikuchi (3/0), Hiroyuki Shirai (2/0), Tomo Sugawara (3/0), Shigetoshi Hasebe (6/2), Nobuhiro Takeda (6/1), Magrao (4/0), Takuya Yamada (3/0), Jun’ichi Watanabe (4/1) |
| Yokohama Marinos     | Eiji Gaya (5/0), Yoshiharu Ueno (5/1), Salinas (5/3), Satoru Noda (5/0), Baldivieso (5/1), Fumitake Miura (6/1), Ken’ichi Hashimoto (1/0), Kunio Nagayama (2/0), Naoki Matsuda (6/0), Masaharu Suzuki (6/0), Masahiko Nakagawa (6/0), Sōtarō Yasunaga (6/2), Akihiro Endō (3/0), Yoshito Terakawa (4/0), Takahiro Yamada (5/0), Shunsuke Nakamura (3/0), Yoshiaki Maruyama (6/1) |
| Yokohama Flügels     | Seigō Narazaki (7/0), Yoshirō Moriyama (6/0), Norihiro Satsukawa (10/0), Naoto Ōtake (10/0), Motohiro Yamaguchi (1/0), Atsuhiro Miura (10/1), Sampaio (9/1), Valber (10/5), Zinho (6/1), Hiroki Hattori (8/1), Yasuhiro Hato (4/0), Kōji Maeda (10/0), Takayuki Yoshida (5/0), Seiichirō Okuno (3/0), Shin’ya Mitsuoka (1/0), Takeo Harada (9/0), Haruki Seto (1/0), Hiroshi Satō (3/0), Fernando (4/0) |
| Bellmare Hiratsuka   | Hironari Iwamoto (5/0), Kazuaki Tasaka (5/0), Claudio (6/0), Simao (5/0), Hiroaki Kumon (5/0), Hidetoshi Nakata (6/1), Yoshihiro Natsuka (6/0), Kōji Seki (2/0), Wagner Lopes (6/8), Kōji Noguchi (6/4), Tetsuya Takada (1/1), Teruo Iwamoto (6/0), Yasuharu Sorimachi (1/0), Tomoaki Matsukawa (1/0), Masato Harasaki (4/0), Takayasu Kawai (1/0), Hitoshi Sasaki (6/0), Hiroshi Miyazawa (4/0) |
| Shimizu S-Pulse      | Masanori Sanada (6/0), Masahiro Andō (6/0), Takumi Horiike (6/0), Santos (6/0), Katsumi Ōenoki (5/0), Teruyoshi Itō (6/1), Oliva (5/2), Kenta Hasegawa (6/2), Masaaki Sawanobori (6/0), Ryūzō Morioka (6/0), Yukihiko Satō (2/0), Kazuyuki Toda (5/0), Yuzuki Itō (4/0), Junji Nishizawa (1/0), Nobuhiro Naitō (1/0), Alex (2/1), Bowen (3/1) |
| Júbilo Iwata         | Hideto Suzuki (6/0), Adilson (11/3), Makoto Tanaka (9/0), Toshihiro Hattori (4/0), Hiroshi Nanami (2/0), Dunga (11/1), Masashi Nakayama (11/6), Toshiya Fujita (6/0), Schillaci (2/1), Tomoaki Ōgami (12/0), Takahiro Yamanishi (12/0), Akira Konno (1/0), Norihisa Shimizu (11/2), Masanori Suzuki (2/0), Kiyokazu Kudō (8/1), Takashi Fukunishi (6/1), Kōji Sakamoto (2/0), Yasushi Kita (5/0), Toshinobu Katsuya (4/0), Takuma Koga (9/0), Daisuke Oku (12/3), Mabilia (4/1), Alessandro (2/0), Shin’ya Hōshido (1/0), Takanori Nunobe (4/0) |
| Nagoya Grampus Eight | Yūji Itō (10/0), Seiichi Ogawa (7/0), Gō Ōiwa (7/0), Kazuhisa Iijima (10/0), Torres (10/1), Takayuki Nishigaya (7/0), Ricardinho (8/2), Tetsuya Asano (10/0), Shigeyoshi Mochizuki (10/3), Stojkovic (6/1), Tetsuhiro Kina (7/1), Masahiro Koga (5/0), Yasuyuki Moriyama (5/1), Takashi Hirano (6/3), Kenji Fukuda (8/1), Tetsuya Okayama (10/2), Mitsuru Mukōjima (1/0), Kunihiko Takizawa (2/0), Valdo (4/0) |
| Kyoto Purple Sanga   | Shin’ichi Morishita (6/0), Yoshihiro Nishida (5/0), Capone (5/0), Carlos (6/0), Yasuhide Ihara (5/0), Yūji Ōkuma (5/0), Shinsuke Shiotani (4/0), Toshihiro Yamaguchi (4/0), Cleber (6/2), Ruy Ramos (2/0), Shinji Fujiyoshi (6/0), Hiroshi Noguchi (3/0), Takayuki Yamaguchi (6/1), Masaya Honda (6/0), Shōkichi Satō (2/0), Yasunari Hiraoka (1/0), Takashi Nagata (1/0), Yoshiyuki Matsuyama (5/2) |
| Gamba Osaka          | Hayato Okanaka (4/0), Daisuke Saitō (3/0), Noritada Saneyoshi (5/0), Babunski (5/1), Hitoshi Morishita (5/0), Naoki Hiraoka (6/1), Mboma (5/4), Krupni (6/2), Masanobu Matsunami (6/1), Kenji Honnami (2/0), Hiromi Kojima (6/1), Masao Kiba (5/0), Takashi Kiyama (5/0), Kōjirō Kaimoto (2/0), Tsuneyasu Miyamoto (4/0), Takahiro Shimada (6/0), Hideki Nomiyama (2/0), Jun’ichi Inamoto (6/0) |
| Cerezo Osaka         | Masanori Kizawa (5/0), Jean (2/0), Kazunari Koga (6/0), Makoto Yonekura (6/1), Akinori Nishizawa (2/2), Manoel (5/2), Ko Jeong-woon (5/3), Takayuki Yokoyama (4/1), Kazuhiro Murata (6/0), Katsuhiro Minamoto (6/0), Toshihiro Uchida (2/0), Shigeki Kurata (4/0), Tomotaka Fukagawa (6/1), Gilmar (6/0), Ken’ichi Serada (2/0), Takahiro Sasaki (4/1), Katsutoshi Dōmori (6/0), Tarō Urabe (2/0) |
| Vissel Kobe          | Ryūji Ishizue (5/0), Ippei Watanabe (2/0), Cho Kwi-jea (4/0), Laudrup (6/1), Shigemitsu Egawa (3/1), Masahiro Wada (2/0), Masaaki Takada (1/0), Ziad (5/1), Bickel (6/0), Takuya Jinno (6/0), Akihiro Nagashima (5/3), Masakazu Kōda (6/0), Masamitsu Kanemoto (1/0), Naoki Mori (4/0), Jun Iwashita (1/0), Masaki Tsukano (1/0), Jun Naitō (3/0), Toshihiro Yoshimura (5/0), Tomoji Eguchi (2/0), Kōji Yoshimura (6/0), Naoki Naitō (4/0) |
| Sanfrecce Hiroshima  | Kazuya Maekawa (6/0), Popovic (6/0), Hiroyoshi Kuwabara (5/1), Tetsuya Itō (5/0), Mitsuaki Kojima (5/0), Hajime Moriyasu (5/0), Yasuhiro Yoshida (6/0), Arnold (5/4), Tatsuhiko Kubo (5/1), Masato Fue (6/0), Santos (4/2), Noh Jung-yoon (3/0), Kenji Wakai (2/0), Kōta Hattori (5/0), Keita Kanemoto (2/0) |
| Avispa Fukuoka       | Hideki Tsukamoto (6/0), Hideaki Mori (6/0), Vazquez (6/0), Osamu Umeyama (1/0), Kiyotaka Ishimaru (6/0), Yoshiteru Yamashita (6/0), Riep (5/1), Atsushi Nagai (3/0), Ichizō Nakata (5/0), Yoshinori Furube (6/0), Tadahiro Akiba (3/0), Masashi Miyamura (1/0), Yūsaku Ueno (5/1), Yoshiyuki Shinoda (4/0), Tatsunori Hisanaga (1/0), Masaharu Nishi (1/0), Daisuke Nakaharai (6/1), Yoshiyuki Takemoto (1/1), Carracedo (5/0) |
| Sagan Tosu           | Riki Takasaki (3/0), Akimasa Tsukamoto (6/0), Pak Yong-ho (5/0), Tetsuya Tanaka (5/0), Yoshinori Matsuda (3/0), Yūji Hashimoto (5/0), Ryūichi Yoneyama (6/0), Tarō Gotō (5/0), Shin’ichi Satō (4/0), Takashi Ujiie (5/0), Masato Koga (6/0), Shun Suzuki (4/0), Masayuki Ōmori (5/0), Kenta Shimaoka (5/0), Shin Nakamura (2/0), Takeaki Yuhara (3/0), Takashi Uemura (4/0), Jun’ichi Mori (5/1) |

## Ergebnisse

### Gruppenphase

#### Gruppe A
| Pl. | Verein              | Sp. | S | U | N | Tore    | Diff. | Punkte |
| --- | ------------------- | --- | - | - | - | ------- | ----- | ------ |
| 1.  | JEF United Ichihara | 6   | 5 | 0 | 1 | 015:500 | +10   | 15     |
| 2.  | Shimizu S-Pulse     | 6   | 2 | 3 | 1 | 007:600 | +1    | 09     |
| 3.  | Bellmare Hiratsuka  | 6   | 2 | 2 | 2 | 014:100 | +4    | 08     |
| 4.  | Vegalta Sendai      | 6   | 0 | 1 | 5 | 005:200 | −15   | 01     |

#### Gruppe B
| Pl. | Verein            | Sp. | S | U | N | Tore    | Diff. | Punkte |
| --- | ----------------- | --- | - | - | - | ------- | ----- | ------ |
| 1.  | Consadole Sapporo | 10  | 6 | 3 | 1 | 012:100 | +2    | 21     |
| 2.  | Verdy Kawasaki    | 10  | 6 | 3 | 1 | 009:800 | +1    | 21     |
| 3.  | Gamba Osaka       | 10  | 6 | 1 | 3 | 010:110 | −1    | 19     |
| 4.  | Yokohama Marinos  | 10  | 6 | 1 | 3 | 010:120 | −2    | 19     |

#### Gruppe C
| Pl. | Verein          | Sp. | S | U | N | Tore    | Diff. | Punkte |
| --- | --------------- | --- | - | - | - | ------- | ----- | ------ |
| 1.  | Kashima Antlers | 6   | 3 | 2 | 1 | 016:900 | +7    | 11     |
| 2.  | Urawa Reds      | 6   | 2 | 4 | 0 | 009:300 | +6    | 10     |
| 3.  | Cerezo Osaka    | 6   | 2 | 2 | 2 | 011:100 | +1    | 08     |
| 4.  | Sagan Tosu      | 6   | 0 | 2 | 4 | 001:150 | −14   | 02     |

#### Gruppe D
| Pl. | Verein               | Sp. | S | U | N | Tore    | Diff. | Punkte |
| --- | -------------------- | --- | - | - | - | ------- | ----- | ------ |
| 1.  | Kashiwa Reysol       | 6   | 3 | 2 | 1 | 013:500 | +8    | 11     |
| 2.  | Nagoya Grampus Eight | 6   | 2 | 3 | 1 | 010:800 | +2    | 09     |
| 3.  | Sanfrecce Hiroshima  | 6   | 2 | 1 | 3 | 008:110 | −3    | 07     |
| 4.  | Vissel Kobe          | 6   | 1 | 2 | 3 | 006:130 | −7    | 05     |

#### Gruppe E
| Pl. | Verein             | Sp. | S | U | N | Tore    | Diff. | Punkte |
| --- | ------------------ | --- | - | - | - | ------- | ----- | ------ |
| 1.  | Júbilo Iwata       | 6   | 4 | 2 | 0 | 012:600 | +6    | 14     |
| 2.  | Yokohama Flügels   | 6   | 3 | 2 | 1 | 005:300 | +2    | 11     |
| 3.  | Kyoto Purple Sanga | 6   | 1 | 1 | 4 | 005:900 | −4    | 04     |
| 4.  | Avispa Fukuoka     | 6   | 0 | 3 | 3 | 006:100 | −4    | 03     |

### Finalrunde

#### Viertelfinale
|                     | Gesamt |                      | Hinspiel | Rückspiel |
| ------------------- | ------ | -------------------- | -------- | --------- |
| JEF United Ichihara | 1:5    | Nagoya Grampus Eight | 0:4      | 1:1       |
| Kashima Antlers     | 9:1    | Consadole Sapporo    | 2:1      | 7:0       |
| Júbilo Iwata        | 3:2    | Urawa Reds           | 0:0      | 3:2       |
| Kashiwa Reysol      | 1:3    | Yokohama Flügels     | 1:0      | 0:3       |

#### Halbfinale
|                      | Gesamt |                  | Hinspiel | Rückspiel |
| -------------------- | ------ | ---------------- | -------- | --------- |
| Nagoya Grampus Eight | 0:1    | Kashima Antlers  | 0:1      | 0:0       |
| Júbilo Iwata         | 2:1    | Yokohama Flügels | 0:1      | 2:0       |

#### Finale
|                 | Gesamt |              | Hinspiel | Rückspiel |
| --------------- | ------ | ------------ | -------- | --------- |
| Kashima Antlers | 7:2    | Júbilo Iwata | 2:1      | 5:1       |